# All Hands Together
Singles de Mika Nakashima
Cry no More
(2006) My Sugar Cat
(2006)
All Hands Together est le 18e single de Mika Nakashima sorti sous le label Sony Music Associated Records le 7 juin 2006 au Japon. Il atteint la 8e place du classement de l'Oricon, il reste 6 semaines dans le classement pour un total de 35 343 exemplaires vendus. Le single a été enregistré en Tennessee aux États-Unis. Ce single a été créé pour venir en aide aux victimes de l'Ouragan Katrina.
Les 2 chansons du single se trouvent sur l'album Yes.

## Liste des titres
| 1. | All Hands Together                  | Mika Nakashima, Soul of South     | Lori Fine (from Coldfeet)         | 5:56 |
| 2. | What a Wonderful World              | George David Weiss, Robert Thiele | George David Weiss, Robert Thiele | 2:57 |
| 3. | All Hands Together (Coldfeet Remix) | Mika Nakashima, Soul of South     | Lori Fine (from Coldfeet)         | 6:40 |
| 4. | All Hands Together (Instrumental)   | Mika Nakashima, Soul of South     | Lori Fine (from Coldfeet)         | 5:48 |

Vinyl
| 1. | All Hands Together     | Mika Nakashima, Soul of South     | Lori Fine (from Coldfeet)         | 5:56 |
| 2. | What a Wonderful World | George David Weiss, Robert Thiele | George David Weiss, Robert Thiele | 2:57 |

| 1. | All Hands Together (Coldfeet Remix) | Mika Nakashima, Soul of South | Lori Fine (from Coldfeet) | 6:40 |
| 2. | All Hands Together (Instrumental)   | Mika Nakashima, Soul of South | Lori Fine (from Coldfeet) | 5:48 |